# آلوارو برچنر
آلوارو برچنر (اسپانیایی: Álvaro Brechner‎؛ زادهٔ ۹ آوریل ۱۹۷۶) کارگردان فیلم، تهیه‌کننده و فیلم‌نامه‌نویس اهل اروگوئه است. اخیراً مجله ورایتی آلوارو برچنر را یکی از استعدادهای برجسته سینمای آمریکای جنوبی دانست که در دهه گذشته ظهور کرده است. او در حالی که تنها ۴۶ سال سن داشت، جایزه «فانوس دریایی افتخار» را برای مشارکت‌های برجستۀ هنری خود در جشنواره سانتاندر دریافت کرد
از فیلم‌هایی که وی در آن‌ها نقش داشته است، می‌توان به شبی دوازده‌ساله اشاره نمود.
وی همچنین برندهٔ جوایزی همچون جایزه گویا برای بهترین فیلم‌نامه اقتباسی، جوایز حلقه نویسندگان سینمایی، جشنواره بین‌المللی فیلم برلین، جشنواره بین‌المللی فیلم سن سباستین و جایزه بزرگ سینمای برزیل شده است.